# Fordulatszám
Fordulatszám a forgó testek, alkatrészek, gépek időegység alatti teljes körforgásainak száma. A műszaki gyakorlatban széleskörűen elterjedt a percenkénti fordulatszám (jelölése {\displaystyle n\,}), melyet a szögsebesség (jelölése {\displaystyle \omega \,}) helyett vagy azzal párhuzamosan használnak a körmozgás sebességének mérőszámául. Percenkénti fordulatszámot állandó vagy közel állandó szögsebesség esetén szokás használni, a fizikailag pontosabb szögsebesség a gyorsan változó forgómozgást is jól méri.

## Alapok
A fordulatszám dimenziója 1/idő. Ha az időt másodpercben mérik, a másodpercenkénti fordulatszám megegyezik az {\displaystyle f\,} frekvenciával. Ha egy egyenletesen forgó tengely egy teljes körülfordulásának periódusideje {\displaystyle T\,}, akkor a másodpercenkénti fordulatszám, frekvencia és periódusidő között az alábbi összefüggések írhatók fel:
{\displaystyle T={\frac {1}{n}}={\frac {1}{f}}}
Egy teljes körülfordulás szöge {\displaystyle \varphi =2\pi \,}, ezzel a szögsebesség és a frekvencia közötti összefüggés:
{\displaystyle \omega ={2\pi \cdot n}={2\pi \cdot f}={\frac {2\pi }{T}}}
ahol a szögsebesség mértékegysége {\displaystyle [\omega ]={\frac {rad}{s}}}.

## Mértékegysége
A fordulatszám SI-mértékegysége: {\displaystyle [n]=[f]={\frac {1}{s}}=\mathrm {Hz} \qquad }  (hertz). 
A műszaki gyakorlatban a percenkénti fordulatszámot szokás használni, a vonatkozó átszámítási képletek:
{\displaystyle n=30{\frac {\omega }{\pi }}=60f\;[{\frac {1}{min}}]}
és 
{\displaystyle \omega ={\frac {\pi \cdot n}{30}}}

## Példák
Percenkénti fordulatszámban kifejezve: 
- Föld: ~ 0,000694
- Mikrobarázdás hanglemez 17 cm, 25 cm vagy 30 cm átmérővel: 331/3, 45 vagy 162/3
- Normálbarázdás hanglemez: 78
- Compact Disc (CD): ~ 200 - 500
- Hajócsavar: 70 - 150
- Helikopter  forgószárnya: < 400
- Gépkocsimotor üresjárásban: ~ 700 - 900 (forgattyústengely)
- Hajlékonylemez-meghajtó: < 800
- Mosógép: 700 - 1600
- Sportrepülőgép motorja: 2500
- Kétpólusú aszinkron villanymotor 50 Hz-es hálózaton: ~ 3000
- Kétpólusú villamos szinkrongenerátor 50 Hz-es hálózaton (Európában): 3000
- Kétpólusú villamos szinkrongenerátor 60 Hz-es hálózaton (USA-ban): 3600
- Személyi számítógépek és szerverek merevlemez meghajtói: 3600, 4500, 5400, 7200, 10 000, 12 000, 15 000
- Gépkocsi diesel-motorok legnagyobb fordulatszáma: ~ 5500
- Gépkocsi benzinmotorok legnagyobb fordulatszáma: ~ 9000 ~ 18 000
- Repülőmodellek dugattyús motorja : 10 000 - 30 000
- Egyes szériagyártású motorkerékpár motorok: < 17 000
- Formula–1 versenymotor: < 20 300
- Gázturbinák: 100 000
- Turbofeltöltők: 100 000 - 300 000